# NGC 4824
NGC 4824 est une étoile située dans la constellation de la Chevelure de Bérénice. L'astronome français Guillaume Bigourdan a enregistré la position de cette étoile le 19 avril 1885.
Selon les bases de données Simbad et HyperLeda, NGC 4824 est la galaxie PGC 44162.

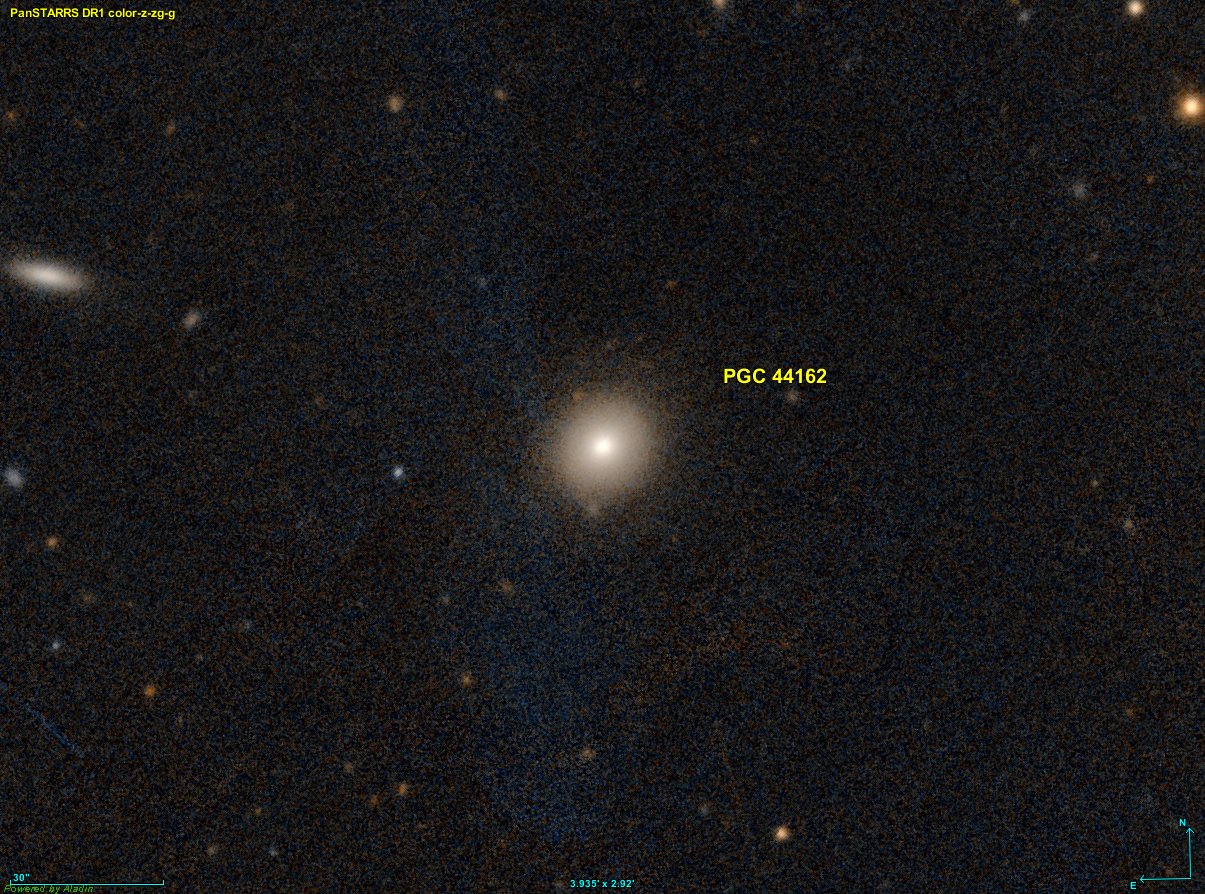
Selon Simbad et HyperLeda, NGC 4824 est la galaxie PGC 44162.

Cependant, aux coordonnées indiquées par les autres sources consultées, se trouve l'étoile 
MGC 35318.  